# Historiens Hus Nakskov
Historiens Hus Nakskov (tidligere Nakskov Lokalhistoriske Arkiv) er et lokalhistorisk arkiv, der udover arkivfunktionen fungerer som et museum for byen Nakskovs lokalhistorie med forskellige åbne udstillinger, blandt andet om Nakskov Skibsværft og om Nakskov i litteraturen. Den aktive formidling af byens historie var en nyskabelse i 2024, hvor arkivet samtidig fik sit nuværende navn.

## Museets tilbud
Museet huser en permanent udstilling om Nakskov Skibsværft, engang byens største arbejdsplads, med professionelt udarbejdede lydfortællinger om værftet, ledsaget af værftsfløjten, som engang var en af byens centrale lyde. Børn (og voksne) kan klæde sig ud i noget af det beskyttelsestøj, værftsarbejderne tidligere brugte. Fortællingerne er udarbejdet ud fra interview med 130 tidligere værftsarbejdere. Der er supplerende udstillinger om Nakskovs satiriske "litterære klub" fra 1893, om arbejderbevægelsen i Nakskov, hvor byen i borgmester Sophus Bresemanns tid var et fremtrædende eksempel på den såkaldte kommunesocialisme, og om Nakskov i litteraturen, hvor byen er blevet beskrevet af forfattere som Gustav Wied, Olaf Hansen, Hilmar Wulff, Rita Naabye, Flemming Lundahl, Henrik Hohle Hansen og Benni Bødker.
Huset rummer desuden en læsesal og traditionelt arkivmateriale som kirkebøger inklusive den såkaldte Perlestikkerbog fra begyndelsen af 1600-tallet, fortegnelser over folketællinger, skifter, skattelister, en komplet avissamling 1901-1994 for avisen Ny Dag (indtil 1950 Lolland-Falsters Socialdemokrat, billed- og filmsamling, et håndbibliotek med bøger om byens historier mv. Går man på toilettet, oplyses man dér om, at Nakskov var den første by i Danmark, hvor man kunne tilslutte sit wc direkte til kloakken , 10 år før det blev muligt i København, og møder opfordringen "Så næste gang du skyller, så tænk på Nakskov!"

## Historie
Nakskovs lokalhistoriske arkiv blev i sin nuværende form oprettet i 1985. I 1995 flyttede arkivet til den nuværende bygning i Jernbanegade. I 2024 gennemgik arkivet en omfattende modernisering og skiftede i den forbindelse navn til "Historiens Hus Nakskov". Moderniseringen skulle muliggøre, at stedet udover sin arkivfunktion også lagde vægt på en aktiv formidling af Nakskovs historie for et bredere publikum. Ifølge Lolland-Falsters Folketidende var Historiens Hus Nakskov det første og i 2025 så vidt vides det eneste danske lokalarkiv, der formidlede arkivets samlinger på et professionelt niveau, der lignede museernes, og stedet modtog regelmæssigt besøg af andre arkivarer fra hele Danmark, der ønskede at se, hvordan det havde angrebet opgaven at gøre arkivets samlinger folkelige.

## Organisation
Historiens Hus Nakskov er et af Lolland Kommunes otte lokalhistoriske arkiver (hvor de øvrige syv omfatter Birket, Femø, Fejø, Højreby, Maribo, Rudbjerg samt Sydlollands lokalhistoriske arkiv i Rødby).
Husets leder er Heidi Pfeffer, der har været ansat på arkivet siden 1997. Hun er samtidig stadsarkivar i Lolland Kommune.

## Bygning
Historiens Hus ligger i Jernbanegade 8. Bygningen blev opført i 1905. Den var oprindelig tiltænkt konsul Dan, men kom i stedet til at huse byens posthus, der lejede lokalerne fra 1905 til 1930. I 1930 flyttede posthuset til et nyopført postkontor ved banegården, og i stedet blev lokalerne overtaget af Lolland-Falsters Social-Demokrat (fra 1950 Ny Dag). Avisen havde redaktion i lokalerne indtil 1981, hvor den flyttede til et nyt bladhus på Højevej.
I bygningen ligger også Det Gamle Trykkeri, et lille teknisk museum og arbejdende værksted, der udstiller maskiner og genstande forbundet med trykkeribranchen og desuden selv trykker lokalhistoriske publikationer på de gamle, men stadig fungerende maskiner.